# Johannes Stumpf

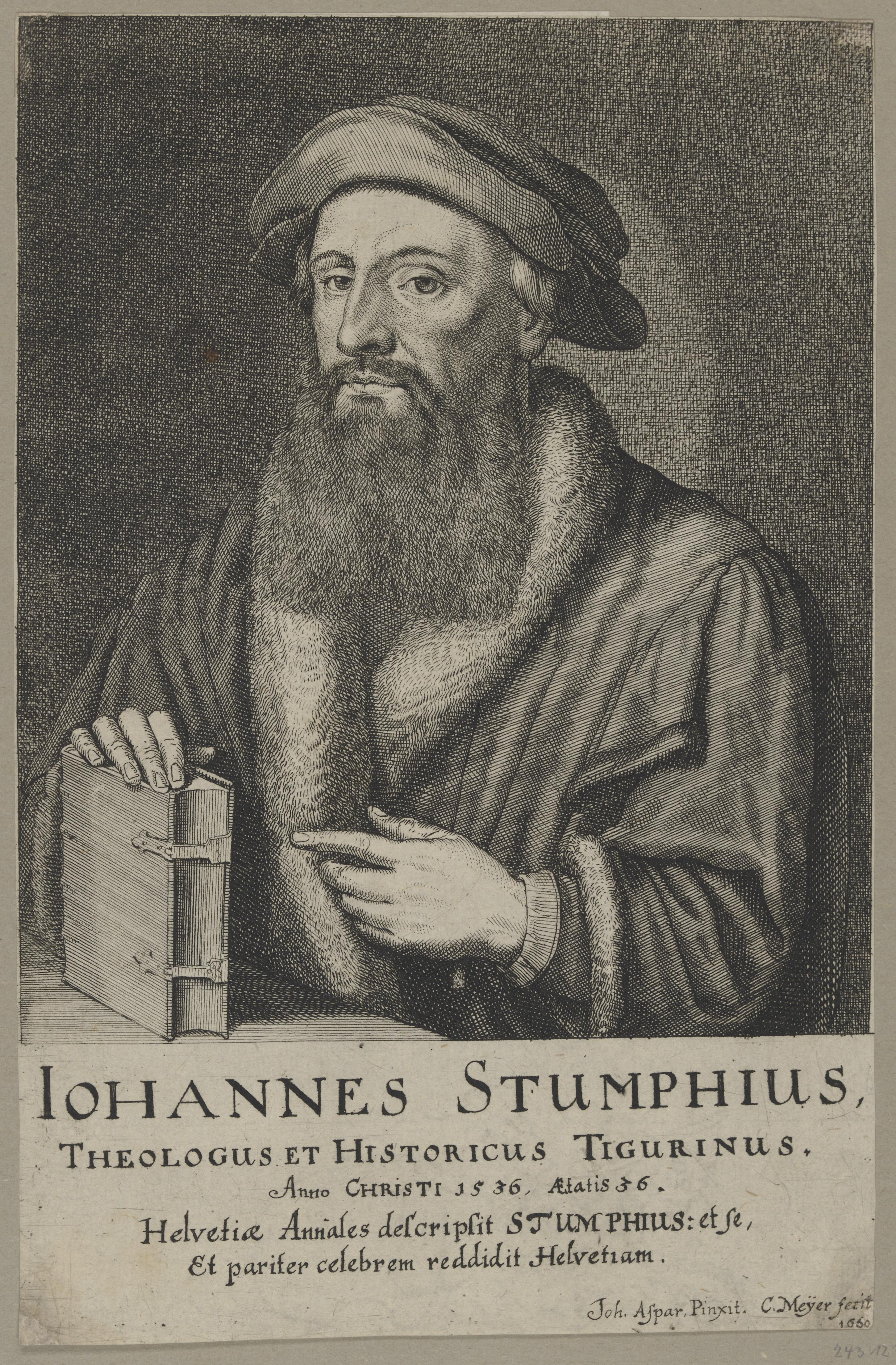
Johannes Stumpf im Alter von ca. 36 Jahren. Radierung von Conrad Meyer aus dem Jahr 1662 nach einer Vorlage eines Gemäldes von Hans Asper

Johannes Stumpf oder Johann Stumpf, latinisiert Johannes Stumphius (* 23. April 1500 in Bruchsal, Hochstift Speyer (heute Baden-Württemberg); † 1577/78 in Zürich), war ein Theologe, Johanniter, Kartograf, Historiker und Chronist, der in der Schweiz lebte und arbeitete.

## Leben

### Familie
Johannes Stumpf war ein Sohn des Gerbers und Bürgermeisters von Bruchsal Hans Stumpf, der ursprünglich aus Fuchsstadt im Odenwald kam.
Er war seit 1529 in erster Ehe mit Regula, Tochter von Heinrich Brennwald verheiratet. In zweiter Ehe war er seit 1562 mit Barbara, Tochter von Thias Ruf und Schwester von Jakob Ruf, und in dritter Ehe seit 1572 mit Agnes, Tochter von Gerold Edlibach verheiratet; er war verschwägert mit Hans Edlibach (1487–1559), Jakob Edlibach (1482–1546) und Ludwig Edlibach (1492–1557).

### Werdegang
Er besuchte Schulen in Bruchsal, Landau, Durlach, Frankfurt am Main und Straßburg. Er studierte an der Universität Heidelberg Theologie. 1520 arbeitete er in der bischöflichen Kanzlei in Speyer. In Freiburg im Breisgau wurde er in den Johanniterorden aufgenommen. Später erhielt er die Priesterweihe in Basel. 1522 wurde er Prior im Ritterhaus Bubikon im Zürcher Oberland und erhielt das Pfarramt der dortigen Kirchgemeinde.
In seiner Zürcher Zeit schloss er sich dem Reformator Huldrych Zwingli an. 1529 heiratete er die Tochter des Chronisten Heinrich Brennwald (1478–1551), dessen handschriftliche Unterlagen er – wie andere auch – später für seine Chronik verwenden sollte. 1543 wurde er Pfarrer in Stammheim. Für seine Verdienste erhielt er 1548, im Jahr der Drucklegung seiner Chronik, das Bürgerrecht der Stadt Zürich, wohin er sich 1561 zurückzog.

## Werke

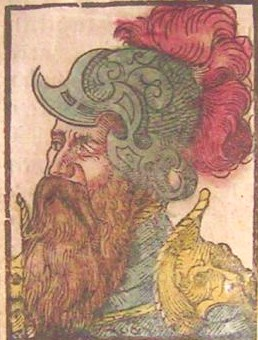
Kolorierter Holzschnitt aus der Chronik der Schweizer Eidgenossenschaft 1548 (aus Privatsammlung)

Johannes Stumpfs bedeutendstes Werk ist seine reich illustrierte topografische und historische Chronik der Alten Eidgenossenschaft von 1547/48. Den überwiegenden Teil der Illustrationen (400 Holzschnitte) schuf Heinrich Vogtherr der Ältere. Diese Chronik ist von der Verwendung der Unterlagen seines Schwiegervaters Heinrich Brennwald, des durch Heinrich Bullinger vermittelten Zugangs zu Vadian und dessen Notizen, sowie von der Chronik des Aegidius Tschudi geprägt. Zudem unternahm Stumpf selber Reisen in der Schweiz. Nach den Arbeiten von Felix von Malleolus («Hemmerlin») (De Suitensium ortu), Niklaus Schradin († vor 1518) und Petermann Etterlin (Kronica von der loblichen Eydtgnoschaft. Jr harkommen und sust seltzam strittenn und geschichten, 1507) stellt sie die erste umfangreichere Schweizer Chronik dar. Für die anhaltende Attraktivität und ihren grossen Einfluss waren auch Auszüge, weitere Ausgaben und Fortsetzungen verantwortlich: Stumpf selber publizierte 1554 erfolgreich die Schwytzerchronik; besondere Verbreitung fand ein Abriss des Josias Simler (De republica Helvetiorum, 1576). Eine Fortsetzung besorgte Stumpfs Sohn Johann Rudolph (1586/1606).

## Handschriften und Drucke
- Warhafft hystori von dem frommen zügen und marterer Christi Johannes Hügelin vonn Lindow, so dann umb christlicher warhait willen durch den bischoff von Costentz zu Merspurg verbrennt ist worden uff den zehnden tag mayens im tusend fünffhundert siben und zwaintzgesten jar. Christoph Froschauer, Zürich 1527 (Digitalisat).
- Von dem span, hader und zweyung zwüschen doct. Martin Luthern zu Wittenberg u. Huldrichen Zwinglin zu Zürich, predicanten [1529]. Handschrift im Staatsarchiv Zürich (Bullinger Briefbd. E II 345). Edition: Büsser, Zürich 1960.
- Des grossen gemeinen Conciliums zuo Costentz gehalten kurzte doch grundtlichere und volkommnere dann vor nie in Teütsch gesaehen beschreybung […] Jtem von Johann Hussen vnnd Hieronymo von Prag wie dis gen Costentz kommen vnd was mit jnen gehandlet ist […]. Christoph Froschauer, Zürich 1541 (Digitalisat).
- Reisebericht von 1544. In: Conrad Türst: De situ Confoederatorum descriptio. Schneider, Basel 1884 (= Quellen zur Schweizer Geschichte, 6).
- Gemeiner loblicher Eydgnoſchafft Stetten Landen vnd Völckeren Chronik wirdiger thaaten beſchreybung […]. 2 Bde. Christoph Froschauer, Zürich 1547/1548 (Digitalisat).
  - Die zweibändige Chronik ist in dreizehn Bücher unterteilt:
    - 1. Buch: Europa
    - 2. Buch: Deutschland (Heiliges Römisches Reich Deutscher Nation)
    - 3. Buch: Frankreich
    - 4. Buch: Geschichte der Schweiz von Julius Caesar bis zur Gründung der Eidgenossenschaft (gemäss Stumpf 1314) mit einer geografischen Übersicht.
    - 5.–12. Buch: Beschreibung der Schweizer Gaue und Orte.
    - 13. Buch: Geschichte der Schweiz von der Gründung der Eidgenossenschaft (1314) bis zur damaligen Gegenwart.

  - Faksimile-Ausgabe: Winterthur: Schellenberg 1975. Edition: Hrsg.: Gagliardi, Müller, Büsser. Birkhäuser, Basel 1952–1955 (= Quellen zur Schweizer Geschichte. Abt. 1, Chroniken, N. F., 5–6).

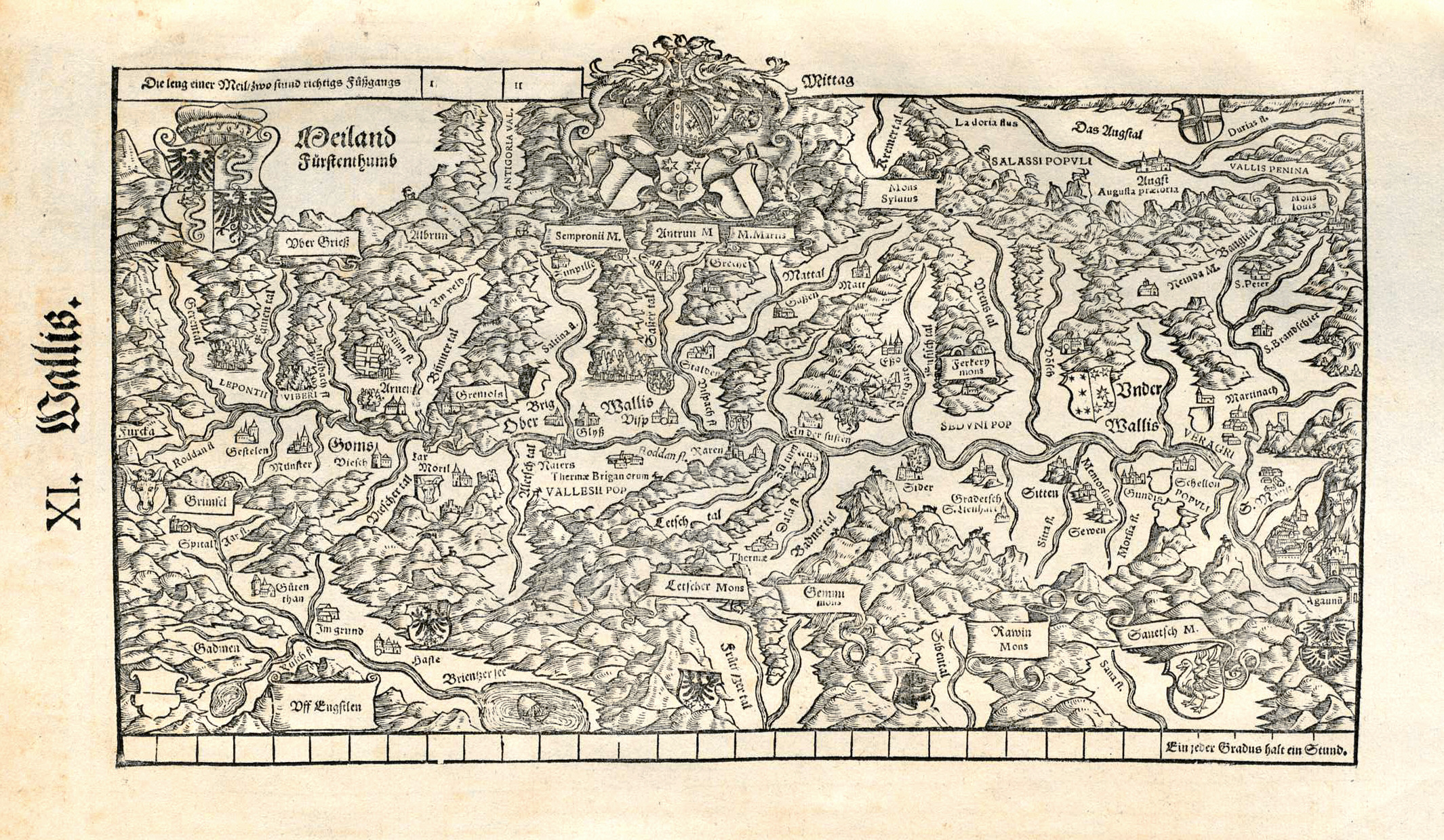
Das Wallis in den Landtaflen

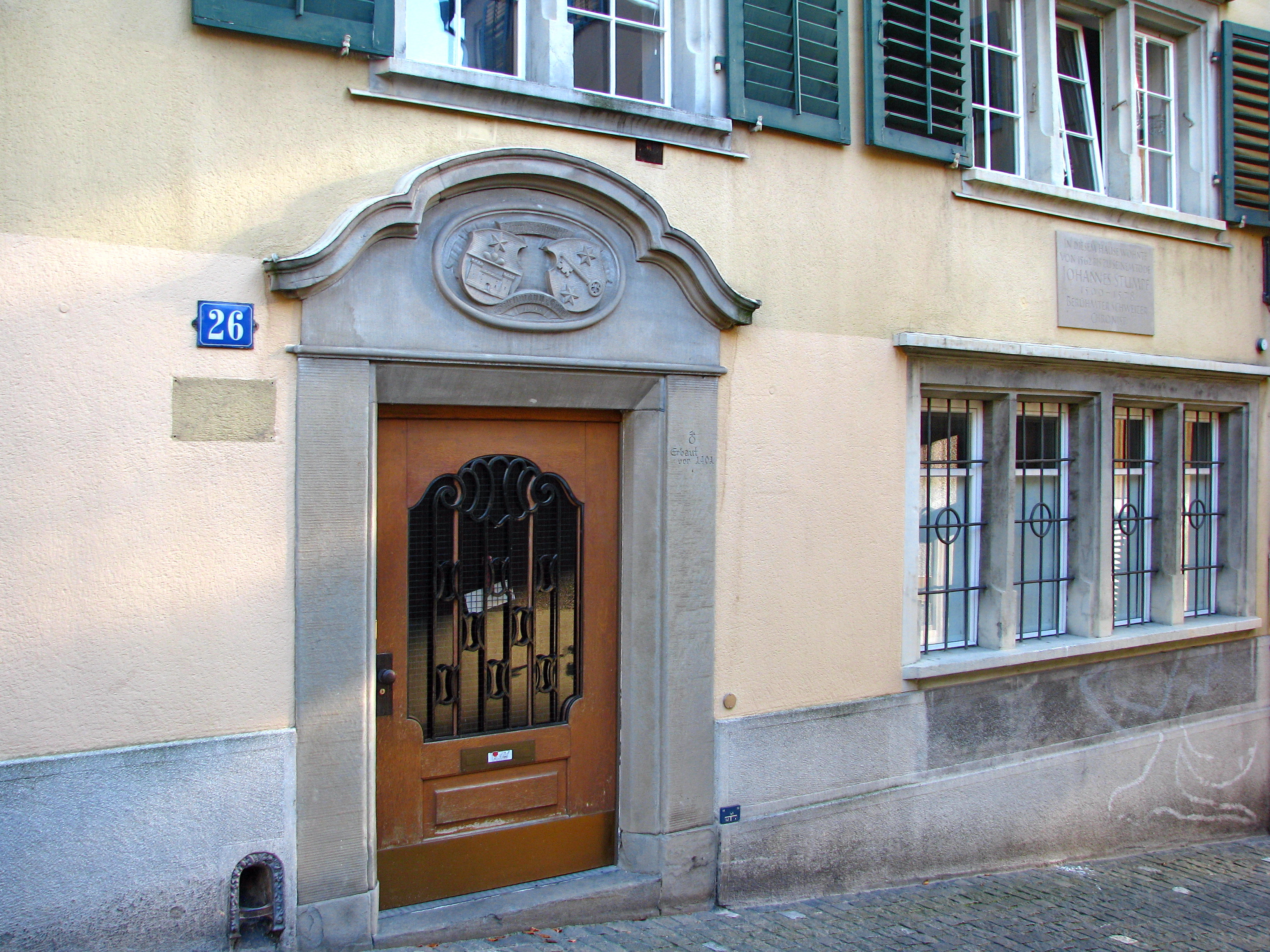
Wohnhaus an der Trittligasse

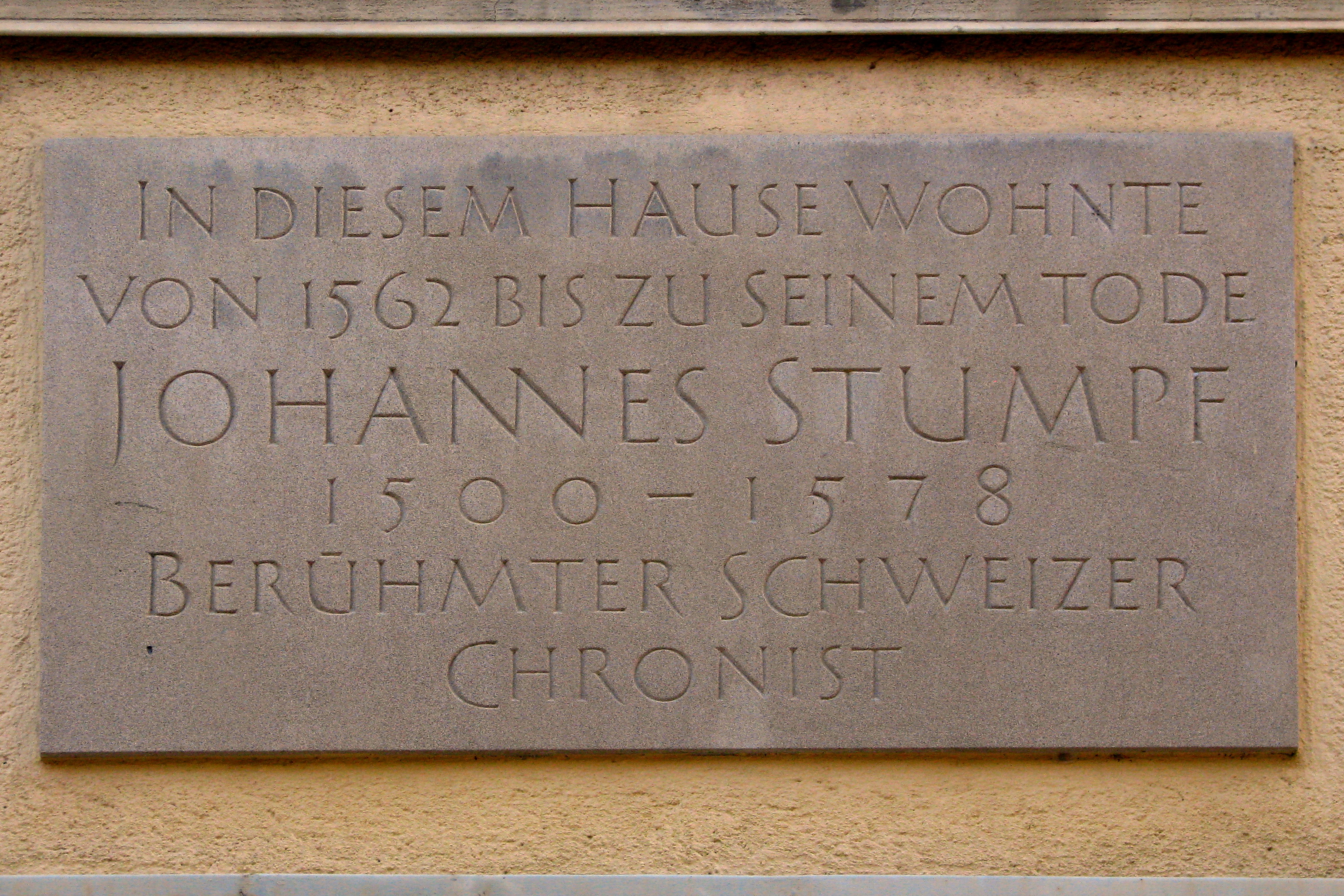
Gedenktafel

- Landtaflen. Hierinn findst du lieber Laeser schoener recht vnd wolgemachter Landtaflen XII. […] Welche alle vormals soelicher gestalt nie außgangen. Christoph Froschauer, Zürich 1548. Faksimile-Ausgaben: Hrsg.: Weiß. Kümmerly & Frey, Bern 1942; Hrsg.: Dürst. Dorfpresse, Gattikon 1975 (Digitalisat).
- Schwytzer Chronica Auß der grossen in ein hādbuechle zuosamen gezogen: in welcher nach der jahrzal begriffen ist gemeiner loblicher Eydgnoschafft zeyt harkummen, alte auch neüwe besondere und gemeine thaaten unnd haendel, biß auff das jar Christi 1546. […] Durch Johansen Stumpffen gestellt. Christoph Froschauer, Zürich 1554 (Digitalisat).
- Keÿser Heinrÿchs des vierdten Hertzogen zuo Francken und am Rhyn fünfftzigjaerige Historia: von seinem laeben vnd thaaten: […] Durch Johann Stumpffen auß den alten waarhafften Latinischen Geschichtschreybern [=Vita Heinrici imperatoris] fleyssig zuosamen in Teütsche spraach gezogen mit schoenen Figuren beziert vnd in vier Buecher geteilt […]. Christoph Froschauer, Zürich 1556 (Digitalisat).
- Vom Jüngsten tag vn der Zuokunfft vnseres Herren Jesu Christi Ouch von dem Antichristen vnnd den zeichen vor den letsten tag künfftig. Item was vff dem selbigen tag volgen werde: namlich Vferstendtnuß der todten […] Alles vß dem klaren wort Gottes vnnd heiliger Biblischer geschrifft zusame gezogen vnd in vier Tractätlin geteilt. Christoph Froschauer, Zürich 1563 (Digitalisat).
- Die Dryzehen Ort der Loblichen Eydgnosschafft des alten Bundts hoher Teütscher Nation mit gar lustigen vnd schoenen Figuren abcontrafetet […]. Basel: Christoffel von Sichem 1573 (Digitalisat). Edition Baechtold, Zürich 1890 (= Neujahrsblatt der Stadtbibliothek in Zürich).